# Espaço tangente
Em matemática, o espaço tangente de uma variedade facilita a generalização de vetores do espaço afim para as variedades gerais, já que neste último caso não se pode simplesmente subtrair dois pontos para obter um vetor que dê o deslocamento de um ponto para outro.
Na topologia diferencial é o conjunto associado a cada ponto em uma variedade diferenciável que consiste em todos os vectores tangentes ao ponto. É um espaço vectorial da mesma dimensão que a dimensão topológica da variedade.
O conjunto de todos os espaços tangentes devidamente topologizado forma um fibrado, no caso, um fibrado tangente. Resulta ser em si mesmo outra variedade de dimensão dupla da dimensão variedade de entrada.

## Descrição informal

Uma representação pictórica do espaço tangente de um único ponto,, em uma esfera. Um vetor neste espaço tangente pode representar uma velocidade possível em. Depois de se mover nessa direção para outro ponto próximo, a velocidade da pessoa seria então dada por um vetor no espaço tangente daquele ponto próximo - um espaço tangente diferente, não mostrado. O plano que toca a esfera em um só ponto é chamado plano tangente. Cada ponto da esfera tem associado um plano tangente. Para a esfera só os pontos antipodais tem planos tangentes paralelos.

Na geometria diferencial, pode-se anexar a cada ponto {\displaystyle x} de uma variedade diferenciável um espaço tangente, um espaço vetorial real que contém intuitivamente vetores que representam todas as possíveis "direções" que podem passar tangencialmente através de {\displaystyle x}. Os elementos do espaço tangente são chamados vetores tangentes em {\displaystyle x}. Esta é uma generalização da noção de vetor limite em um espaço euclidiano. A dimensão de um espaço vetorial de todos os espaços tangentes de uma variedade conexa é a mesma da variedade.
Por exemplo, se uma dada variedade é uma 2 - esfera, pode-se representar um espaço tangente em um ponto como o plano que toca a esfera nesse ponto e é perpendicular ao raio da esfera através do ponto. De modo mais geral, se uma determinada variedade é pensada como uma subvariedade imersa no espaço Euclidiano, pode-se imaginar um espaço tangente desta maneira literal. Essa era a abordagem tradicional para definir o transporte paralelo e usada por Dirac. Mais estritamente isso define um espaço tangente afim, distinto do espaço de vetores tangentes descritos pela terminologia moderna.
Na geometria algébrica, em contraste, há uma definição intrínseca de espaço tangente a um ponto {\displaystyle P} de uma variedade {\displaystyle V}, que dá um espaço vetorial de dimensão pelo menos a de {\displaystyle V}. Os pontos {\displaystyle P} em que a dimensão é exatamente a de {\displaystyle V} são chamados de pontos não-singulares; os outros são pontos singulares. Por exemplo, uma curva que se cruza não tem uma única linha tangente nesse ponto de auto-interseção. Os pontos singulares de {\displaystyle V} são aqueles em que o "teste para ser uma variedade" falha.
Uma vez introduzidos os espaços tangentes, pode-se definir campos vetoriais, que são abstrações do campo de velocidade das partículas que se movem sobre uma variedade. Um campo vetorial atribui a cada ponto da variedade um vetor do espaço tangente nesse ponto, de forma suave. Tal campo vetorial serve para definir uma equação diferencial ordinária generalizada em uma variedade: uma solução para tal equação diferencial é uma curva diferenciável sobre a variedade cuja derivada em qualquer ponto é igual ao vetor tangente anexado a este ponto pelo campo vetorial.
Todos os espaços tangentes podem ser "colados uns aos outros" para formar um nova variedade diferenciável de duas vezes a dimensão da variedade original, chamado de feixe tangente a variedade.

## Definições
1. Há várias formas de entender este conceito. Primeiro expliquemos utilizando o gráfico ao lado. Iniciemos supondo que temos uma curva
{\displaystyle \gamma } na variedade M que passa por alguma posição qualquer escolhida: {\displaystyle x\in M}. Quer dizer uma aplicação {\displaystyle \gamma :]-\varepsilon ,\varepsilon [\to M} diferenciável que satisfaça {\displaystyle \gamma (0)=x} e {\displaystyle \gamma '(0)=v}. Resulta que o conjunto de todos estes vetores formam o espaço tangente {\displaystyle T_{x}M} de x em M.
2. Sejam M uma variedade arbitrária e x um ponto em M. Dizemos que um vetor v está no espaço tangente à M em x se existe uma curva {\displaystyle \gamma (t):(-a,a)\to M} (Isto é, uma curva com um domínio em um aberto e imagem na variedade, em outras palavras, tal curva está contida na variedade e é bem definida, no sentido de que sua derivada existe (por isso temos que a imagem de {\displaystyle \gamma (t)} está na variedade M) tal que {\displaystyle \gamma (0)=x} e {\displaystyle \gamma '(0)=v}.
Ou seja, em linguagem de conjuntos: {\displaystyle T_{x}M=\{v|{\text{ existe }}\gamma (t):(-a,a)\to M{\text{ com }}\gamma (0)=x{\text{ e }}\gamma '(0)=v\}}.
Obs.
1. Note que nós definimos o espaço tangente localmente, sempre ponto a ponto.
2. A coleção de espaços tangentes é chamado de fibrado tangente.

## Definição formal
A descrição informal acima se refere a uma variedade imersa em um espaço vetorial maior {\displaystyle R^{m}}, de modo que os vetores tangentes podem ficar fora da variedade mas dentro do espaço maior . No entanto, é mais conveniente definir a noção de espaço tangente baseado na própria variedade.
Existem várias maneiras equivalentes de definir os espaços tangentes a uma variedade. Embora a definição através dos vetores velocidades de uma curva seja intuitivamente a mais simples, também é a mais pesada para trabalhar. Abordagens mais elegantes e abstratas são descritas abaixo.

### Definição como velocidade de curvas
Na imagem da variedade imersa, um vetor tangente em um ponto {\displaystyle x} é pensado como a "velocidade" de uma  curva passando pelo ponto {\displaystyle x}. Podemos então considerar um vetor tangente como uma classe de equivalência de curvas que passam por {\displaystyle x} enquanto que são tangentes umas às outras em {\displaystyle x}.
Suponha que {\displaystyle M} é uma {\displaystyle C^{k}} variedade ({\displaystyle k\geq 1}) e {\displaystyle x} é um ponto em {\displaystyle M}. Escolha uma carta (topologia) {\displaystyle \varphi :U\to R^{n}}, onde {\displaystyle U} é um  subconjunto aberto de {\displaystyle M} contendo {\displaystyle x}. Suponha que duas curvas {\displaystyle \gamma _{1}:(-1,1)\to M} e {\displaystyle \gamma _{2}:(-1,1)\to M} com {\displaystyle \gamma _{1}(0)=\gamma _{2}(0)=x} são dadas de modo que {\displaystyle \varphi \circ \gamma _{1}} e {\displaystyle \varphi \circ \gamma _{2}} são ambos diferenciáveis em {\displaystyle 0}. Então {\displaystyle \gamma _{1}} e {\displaystyle \gamma _{2}} são chamados de "equivalente a {\displaystyle 0}" se as derivadas ordinárias de {\displaystyle \varphi \circ \gamma _{1}} e {\displaystyle \varphi \circ \gamma _{2}} coincidem em {\displaystyle 0}. Isto define uma relação de equivalência em tais curvas, e a classe de equivalência é conhecida como os vetores tangentes de {\displaystyle M} em {\displaystyle x}. A classe de equivalência da curva {\displaystyle \gamma } é escrita como {\displaystyle \gamma (0)}. O espaço tangente de {\displaystyle M} em {\displaystyle x}, denotado por {\displaystyle T_{x}M}, é definido como o conjunto de todos os vetores tangentes; ele não depende da escolha da carta {\displaystyle \varphi }.

O espaço tangente e um vetor tangente, ao longo de uma curva no ponto

Para definir as operações de espaço vetorial em {\displaystyle T_{x}M}, usamos uma carta {\displaystyle \varphi :U\to R^{n}} e definir uma  função {\displaystyle (d\varphi )_{x}:T_{x}M\to R^{n}} por {\displaystyle (d\varphi )_{x}(\gamma '(0))={\frac {d}{dt}}(\varphi \circ \gamma )(0)}. Acontece que esta função é bijetiva e pode ser usada para transferir as operações de espaço vetorial de {\displaystyle R^{n}} para {\displaystyle T_{x}M}, transformando este último em um espaço vetorial real {\displaystyle n}- dimensional. Novamente, é preciso verificar se essa construção não depende da carta particular {\displaystyle \varphi } escolhida, e na verdade neste caso não depende.

### Definição através da derivação
Suponha que {\displaystyle M} é uma variedade de classe {\displaystyle C^{\infty }}. Uma função real {\displaystyle f:M\to R} pertence a {\displaystyle C^{\infty }(M)} se {\displaystyle f\circ \varphi ^{-1}} é infinitamente diferenciável para toda carta {\displaystyle \varphi :U\to R^{n}}. {\displaystyle C^{\infty }(M)} é uma álgebra associativa real para o produto ponto-a-ponto, soma de funções e produto por escalar.
Escolha um ponto {\displaystyle x} em {\displaystyle M}. A derivação de {\displaystyle x} é uma aplicação linear {\displaystyle D:C^{\infty }(M)\to R} que tem a seguinte propriedade: para todas as funções {\displaystyle f} e {\displaystyle g} em {\displaystyle C^{\infty }(M)}:
{\displaystyle D(fg)=D(f)\cdot g(x)+f(x)\cdot D(g)}
obedecendo a regra do produto do cálculo.
Se nós definiremos a adição e a multiplicação por escalar para tais derivadas por:
{\displaystyle (D_{1}+D_{2})(f)=D_{1}(f)+D_{2}(f)}
e
{\displaystyle (\lambda D)(f)=\lambda D(f)}
nós obtemos o espaço vetorial real que definimos como o espaço tangente {\displaystyle T_{x}M}.
A relação ente os vetores tangentes definidos anteriormente e as derivações é a seguinte: se {\displaystyle \gamma } é uma curva com vetor tangente {\displaystyle \gamma '(0)}, então a derivada correspondente é {\displaystyle D(f)=(f\circ \gamma )'(0)} (onde a derivada é tomada no sentido comum já que, {\displaystyle f\circ \gamma } é uma função de {\displaystyle (-1,1)} para {\displaystyle R}).
{\displaystyle \gamma '(0)\longmapsto D_{\gamma }} onde {\displaystyle D_{\gamma }(f)=\left.{\frac {d}{dt}}(f\circ \gamma )\right|_{t=0}=(f\circ \gamma )'(0)}.
As generalizações desta definição são possíveis, por exemplo para variedades complexas e variedades algébricas. No entanto, em vez de examinar as derivações {\displaystyle D} da álgebra completa das funções, deve-se, em vez disso, trabalhar ao nível dos germes das funções. A razão é que o feixe de estrutura não pode ser feixe injetivo para essas estruturas. Por exemplo, vamos supor {\displaystyle X} ser uma variedade algébrica com estrutura de feixe {\displaystyle 0_{X}}. Então o espaço de tangente de Zariski em um ponto {\displaystyle p\in X} é a coleção de {\displaystyle K} - derivações {\displaystyle D:0_{X,p}\to K}, onde {\displaystyle K} é o campo de massa e {\displaystyle 0_{X,p}} é o stalk de {\displaystyle 0_{X}} em {\displaystyle p}.

### Definição através do espaço cotangente
Novamente começamos com uma variedade de classe {\displaystyle C^{\infty }}, {\displaystyle M}, e um ponto {\displaystyle x}, em {\displaystyle M}. Considere o ideal {\displaystyle I}, em {\displaystyle C^{\infty }(M)} que consiste em todas as funções {\displaystyle f} tais que {\displaystyle f(x)=0}. Ou seja, de funções que definem curvas, superfícies, etc. passando por {\displaystyle x}. Então, {\displaystyle I} e {\displaystyle I_{2}} são espaços vetoriais reais, e {\displaystyle T_{x}M} pode ser definido como o espaço dual do  espaço quociente {\displaystyle I/I_{2}}. Este último espaço quociente é também conhecido como o espaço cotangente de {\displaystyle M} em {\displaystyle x}.
Embora esta definição seja a mais abstrata, é também a mais facilmente transferida para outras configurações, por exemplo para variedades, consideradas na geometria algébrica.
Se {\displaystyle D} é uma derivação em {\displaystyle x}, então {\displaystyle D(f)=0} para cada {\displaystyle f} em {\displaystyle I_{2}}, e isto significa que {\displaystyle D} dá origem a uma aplicação linear {\displaystyle I/I_{2}\to R}. Por outro lado, se {\displaystyle r:I/I_{2}\to R} é uma aplicação linear, então {\displaystyle D(f)=r(f-f(x))+I_{2}} é uma derivação. Isto produz a correspondência entre o espaço tangente definido através de derivações e o espaço tangente definido através do espaço cotangente.

## Propriedades
Se {\displaystyle M} é um subconjunto aberto de {\displaystyle R^{n}}, então {\displaystyle M} é uma {\displaystyle C^{\infty }} variedade na maneira natural (considere as cartas que são gráficos da aplicação identidade), e os espaços tangentes são todos naturalmente identificados com {\displaystyle R^{n}}.

### Vetores tangentes como derivadas direcionais
Outra maneira de pensar em vetores tangentes é como derivada direcional. Dado um vetor {\displaystyle v} em {\displaystyle R^{n}} define-se a derivada direcional de uma função diferenciável {\displaystyle f:R^{n}\to R} em um ponto {\displaystyle x} por
{\displaystyle D_{v}f(x)=\left.{\frac {d}{dt}}f(x+tv)\right|_{t=0}=\sum _{i=1}^{n}v^{i}{\frac {\partial f}{\partial x^{i}}}(x).}
Esta função é, naturalmente, uma derivação. Além disso, verifica-se que cada derivação de {\displaystyle C^{\infty }(R^{n})} é desta forma. Portanto, existe uma função injetora entre vetores (pensados como vetores tangentes em um ponto) e derivações.
Uma vez que os vetores tangentes a uma variedade geral podem ser definidos como derivações, é natural pensar neles como derivadas direcionais. Especificamente, se {\displaystyle v} é um vetor tangente de {\displaystyle M} em um ponto {\displaystyle x} (pensado como uma derivação), então defina a derivada direcional na direção {\displaystyle v} por
{\displaystyle D_{v}(f)=v(f)\,}
onde {\displaystyle f:M\to R} é um elemento de {\displaystyle C^{\infty }(M).}
Se pensamos em {\displaystyle v} como a direção da curva, {\displaystyle v=\gamma '(0)} então escremos:
{\displaystyle D_{v}(f)=(f\circ \gamma )'(0).}

### A derivada de uma função
Cada aplicação suave (ou diferenciável) {\displaystyle \varphi :M\to N} entre variedades suaves (ou diferenciáveis) induz naturalmente aplicações lineares entre os espaços tangente correspondentes:
{\displaystyle \mathrm {d} \varphi _{x}\colon T_{x}M\to T_{\varphi (x)}N.}
Se o espaço tangente é definido via curvas, a aplicação é definida por:
{\displaystyle \mathrm {d} \varphi _{x}(\gamma '(0))=(\varphi \circ \gamma )'(0).}
Se em vez disso, o espaço tangente é denifido por derivações, então:
{\displaystyle \mathrm {d} \varphi _{x}(X)(f)=X(f\circ \varphi ).}
A aplicação linear {\displaystyle d\varphi _{x}} é chamada variadamente de derivada, derivada total, diferencial, ou pushforwardde {\displaystyle \varphi } em {\displaystyle x}. É freqüentemente expressa usando uma variedade de outras notações:
{\displaystyle D\varphi _{x},\quad (\varphi _{*})_{x},\quad \varphi '(x).}
Em certo sentido, a derivada é a melhor aproximação linear para {\displaystyle \varphi } próxima a {\displaystyle x}. Note que quando {\displaystyle N=R}, a aplicação {\displaystyle d\varphi _{x}:T_{x}M\to R} coincide com a noção usual de diferencial da função {\displaystyle \varphi } . Em coordenadas locais a derivada de {\displaystyle f}  é dada pela matriz Jacobiana.
Um resultado importante em relação ao função derivada é o seguinte:
Teorema. Se {\displaystyle \varphi :M\to N} é um difeomorfismo local de {\displaystyle x} em {\displaystyle M} então {\displaystyle d\varphi _{x}:T_{x}M\to T_{\varphi (x)}N} é um isomorfismo linear. Inversamente, se {\displaystyle d\varphi _{x}} é um isomorfismo então existe um vizinhança aberta {\displaystyle U} de {\displaystyle x} tal que {\displaystyle \varphi } leva {\displaystyle U} difeomorficamente sobre sua imagem.
Esta é uma generalização do teorema da função inversa para aplicações entre variedades.